# Patrick Page
Patrick Page est un acteur et chanteur américain né le 27 avril 1962 à Spokane dans l'État de Washington.

## Filmographie

### Cinéma
- 1996 : The Substance of Fire : M. McCormack Jr.
- 2013 : Sing Along : le sans-abri
- 2014 : Affluenza : Jack Goodman
- 2015 : I Am Michael : le professeur biblique
- 2015 : L'Incroyable Destin de Savva : Elza
- 2020 : Estella Scrooge: A Christmas Carol with a Twist : M. Merdle
- 2021 : D'où l'on vient : Pike Phillips
- 2021 : The Sixth Reel : M. Beltrane
- 2022 : Quantum Cowboys : Memory
- 2022 : Spirited : L'Esprit de Noël : Marley
- 2025 : All the World's a Stage : le gentleman
- 2025 : Blanche-Neige : Miroir magique

### Télévision
- 1989 : The Animated Book of Mormon : Roi Lamoni (1 épisode)
- 2007-2020 : New York, unité spéciale : Alistair Woodford et Jack Rexton (2 épisodes)
- 2011 : Late Show with David Letterman : le Goblin vert (1 épisode)
- 2012 : The Good Wife : Horton Baker (1 épisode)
- 2015 : Elementary : Jonathan Bloom (2 épisodes)
- 2015 : Flesh and Bone : Sergei Zelenkov (6 épisodes)
- 2016 : Blacklist : Rene Le Bron (1 épisode)
- 2017 : Chicago Police Department : Calvin Huntley (1 épisode)
- 2017 : Madam Secretary : Révérend Slattery (3 épisodes)
- 2018 : NCIS : Nouvelle-Orléans : Colonel Stanley Parker (1 épisode)
- 2020-2022 : Evil : Père Luke (2 épisodes)
- 2022-2023 : The Gilded Age : Richard Clay (15 épisodes)
- 2023 : Schmigadoon! : Octavius Kratt (5 épisodes)
- 2023 : Big Mouth : Dread (2 épisodes)
- 2024 : Helluva Boss : Satan